# یواس‌اس آلبرت دبلیو. گرنت (دی‌دی-۶۴۹)
یواس‌اس آلبرت دبلیو. گرنت (دی‌دی-۶۴۹) (به انگلیسی: USS Albert W. Grant (DD-649)) یک کشتی بود که طول آن ۳۷۶ فوت ۵ اینچ (۱۱۴٫۷۳ متر) بود. این کشتی در سال ۱۹۴۳ ساخته شد.